# Liste der Gemeinden in der Stadtregion Leoben
Die Stadtregion Leoben ist eine österreichische Agglomeration in der Steiermark. Die Region besteht aus der Kernzone (Code: SR101) sowie der Außenzone (Code: SR102).

## Geschichte der Klassifikation
Die Abgrenzung der Stadtregionen (Urbanen Zentren) wurde von der Statistik Austria für 1971 bis 2001 alle 10 Jahre vorgenommen. Für den Stichtag 31. Oktober 2013 wurde erstmals nach der von der Statistik Austria für statistische Zwecke entwickelten Urban-Rural-Typologie abgegrenzt, welche die Abgrenzung der Stadtregionen integriert. Die gesamte Information dazu ist auf den Internetseiten der Statistik Austria zu finden.

## Liste der Gemeinden laut Abgrenzung von 2001
Die Tabelle berücksichtigt die Gemeindestrukturreform in der Steiermark, beinhaltet aber auch die zur neuen Gemeinde Aflenz fusionierte ehemalige Gemeinde Aflenz Kurort, sowie die in Sankt Marein im Mürztal und Thörl eingemeindeten ehemaligen Gemeinden Frauenberg bzw. Sankt Ilgen.
- Datenstand:
  - Gemeinden und Gemeindenamen: 2017
  - Einwohner: 1. Jänner 2024
  - Fläche: 1. Jänner 2024
  - Bevölkerungsdichte: 1. Jänner 2024
  - Gerichtsbezirke: 2017
- Regionen sind Kleinregionen der Steiermark

### Kernzone Leoben
| Gemeinde                | Lage | Ew     | km²    | Ew / km² | Gerichtsbezirk   | Region     | Typ             | Metadaten         |
| ----------------------- | ---- | ------ | ------ | -------- | ---------------- | ---------- | --------------- | ----------------- |
| Leoben                  |      | 24.605 | 107,77 | 228      | Leoben           | 089 Murtal | Stadt- gemeinde | Gem.Kennz.: 61108 |
| Bruck an der Mur        |      | 15.750 | 85,45  | 184      | Bruck an der Mur | –          | Stadt- gemeinde | Gem.Kennz.: 62139 |
| Kapfenberg              |      | 22.080 | 82,08  | 269      | Bruck an der Mur | –          | Stadt- gemeinde | Gem.Kennz.: 62140 |
| Niklasdorf              |      | 2.340  | 15,20  | 154      | Leoben           | 089 Murtal | Markt- gemeinde | Gem.Kennz.: 61110 |
| Proleb                  |      | 1.569  | 24,53  | 64       | Leoben           | 089 Murtal | Gemeinde        | Gem.Kennz.: 61111 |
| Sankt Peter-Freienstein |      | 2.320  | 27,34  | 85       | Leoben           | –          | Markt- gemeinde | Gem.Kennz.: 61114 |

### Außenzone Leoben
| Gemeinde                        | Lage | Ew     | km²    | Ew / km² | Gerichtsbezirk   | Region                  | Typ             | Metadaten         |
| ------------------------------- | ---- | ------ | ------ | -------- | ---------------- | ----------------------- | --------------- | ----------------- |
| Aflenz                          |      | 2.461  | 55,11  | 45       | Bruck an der Mur | –                       | Markt- gemeinde | Gem.Kennz.: 62138 |
| Kraubath an der Mur             |      | 1.368  | 27,44  | 50       | Leoben           | –                       | Markt- gemeinde | Gem.Kennz.: 61107 |
| Pernegg an der Mur              |      | 2.586  | 86,07  | 30       | Bruck an der Mur | 019 Bruck an der Mur    | Gemeinde        | Gem.Kennz.: 62125 |
| Sankt Lorenzen im Mürztal       |      | 3.775  | 38,08  | 99       | Bruck an der Mur | –                       | Markt- gemeinde | Gem.Kennz.: 62128 |
| Sankt Marein im Mürztal         |      | 2.875  | 29,49  | 97       | Bruck an der Mur | –                       | Markt- gemeinde | Gem.Kennz.: 62146 |
| Sankt Michael in Obersteiermark |      | 3.091  | 56,09  | 55       | Leoben           | 089 Murtal              | Markt- gemeinde | Gem.Kennz.: 61113 |
| Sankt Stefan ob Leoben          |      | 1.796  | 78,76  | 23       | Leoben           | 089 Murtal              | Gemeinde        | Gem.Kennz.: 61115 |
| Thörl                           |      | 2.169  | 166,44 | 13       | Bruck an der Mur | –                       | Markt- gemeinde | Gem.Kennz.: 62147 |
| Traboch                         |      | 1.410  | 12,52  | 113      | Leoben           | –                       | Gemeinde        | Gem.Kennz.: 61116 |
| Tragöß-Sankt Katharein          |      | 1.762  | 154,55 | 11       | Bruck an der Mur | –                       | Gemeinde        | Gem.Kennz.: 62148 |
| Trofaiach                       |      | 11.007 | 143,62 | 77       | Leoben           | –                       | Stadt- gemeinde | Gem.Kennz.: 61120 |
| Vordernberg                     |      | 923    | 27,74  | 33       | Leoben           | 017 Rund um den Erzberg | Markt- gemeinde | Gem.Kennz.: 61118 |